# Apeadero de Odiáxere
El Apeadero de Odiáxere, igualmente conocido como Apeadero de Odeáxere o Estación de Odiáxere, es una antigua plataforma ferroviaria de la Línea del Algarve, que servía a la localidad de Odiáxere, en el Ayuntamiento de Lagos, en Portugal.

## Características y servicios
Este apeadero se encuentra retirado del servicio.

## Historia
El tramo entre Portimão y Lagos de la Línea del Algarve, en el cual este apeadero se inserta, abrió a la explotación el 30 de julio de 1922.
En 1984, este apeadero era utilizado por servicios de pasajeros Regionales y Directos.
Todos los servicios en este apeadero fueron suprimidos en 2003; en ese año, se contabilizaba una media de veinte pasajeros por mes.